# الی (رپر)
الی (به انگلیسی: Elly) با نام اصلی آن هیو-جین (به انگلیسی: Ahn Hyo-jin) (زاده ۱۰ دسامبر ۱۹۹۱) رپر و خواننده اهل کره جنوبی است.